# Отшельник (Остаться в живых)
«Отшельник» (англ. Cabin Fever) — одиннадцатая серия четвёртого сезона телесериала Остаться в живых. Центральный персонаж серии в восьмой раз за сериал — Джон Локк. В серии показано его прошлое, как и в других сериях, где он центральный персонаж.

## Сюжет

### Прошлое

#### 1956
Девушка собирается на свидание. Она включает песню «Everyday», красится, но в это время заходит её мать, которая явно против её прогулок. Что интересно, песня, которую в этой серии девушка слушает в 1956 году, была выпущена лишь в мае 1957. Мать называет девушку по имени, Эмили, та её не слушает и говорит, что влюблена, поэтому ничто её не остановит, даже то, что он в два раза её старше. Она берет плащ и выходит на улицу. Идёт дождь, она бежит через дорогу, мать кричит ей, чтобы та остановилась. Внезапно её сбивает машина.
В госпитале Эмили везут по коридору, она признается, что беременна, где-то на 5—6 месяце, и её сразу отвозят в родильное отделение. Она рожает мальчика, но, поскольку ребёнок недоношен, его помещают в инкубатор и увозят, не разрешив матери его подержать. Она кричит вслед, чтоб его назвали Джоном.
Эмили приходит с матерью, и они смотрят на Джона в инкубаторе. Входит радостная медсестра и говорит, что до этого такие недоношенные дети в их больнице не выживали. Миссис Локк выглядит не очень обрадованной этими словами. Когда медсестра говорит, что Эмили сможет подержать малыша на руках, та начинает плакать и выбегает из комнаты с криками, что не может этого сделать. Пока её мать договаривается об усыновлении, она видит в окне за стеной странного человека, ранее ей незнакомого. Медсестра спрашивает её: «Это отец?». Миссис Локк отвечает: «Я не знаю, кто это». Этот человек — Ричард Алперт, другой с острова, на вид ему столько же лет, как и в настоящее время.

#### 1961
Пятилетний Джон играет в нарды, его приемная сестра рассыпает их. Его приемная мать ругает её, а затем говорит Джону, что к нему пришли, и что он должен хорошо себя вести. В дом входит Ричард Алперт, он представляется Ричардом, представителем школы для особо одаренных детей. Ричард знакомится с Джоном и спрашивает, можно ли показать ему кое-что. Джон согласен. Ричард замечает рисунок на стене, на котором над лежащим человеком нарисованы черные завитушки, похожие на атаку дымного монстра, — «Это ты нарисовал, Джон?» — мальчик кивает. Ричард предлагает Джону тест, чтобы определить способности мальчика. Он выкладывает на стол спортивные перчатки, книгу о законах, какой-то пузырек с гранулами, компас, комиксы и нож. Он просит мальчика подумать и назвать его предметы. Джон спрашивает: «Вы мне их подарите?» — «Нет-нет, какие вещи уже твои?» Джон рассматривает пузырек, компас, но откладывает их и берёт нож, тогда лицо Ричарда омрачается. Он переспрашивает, действительно ли нож принадлежит ему, на что мальчик кивает. Алперт отбирает нож: «Он не твой!» — складывает все вещи и уходит, ответив приемной матери, что Джон ещё не готов.

#### 1972
Джон Локк уже ученик школы, но ему явно не везет в жизни. Его побили и заперли в школьном шкафчике. Когда его освобождает учитель, мы видим на обратной стороне дверцы шкафчика постер группы Geronimo Jackson. Позже учитель беседует с ним. Он рассказывает ему про научный институт Мителос Байосайнс (это фирма, которой прикрываются Другие вне острова). Учитель советует ему посетить научный лагерь, по просьбе Ричарда. Говорит, что он может хотеть стать кем угодно, но супергероем он стать никогда не сможет, зато может стать хорошим учёным. Джон сильно обижается на это: «Не указывайте мне, чего я не могу!» — бросает буклет и уходит.

#### 2000
Локк инвалид, он выполняет упражнения в реабилитационном центре. По окончании его сажают в кресло и увозят. Санитар везет его к лифту и они беседуют о травме Лока. Этот человек — Мэтью Аббадон, который под видом адвоката Oceanic приходил к Хёрли и который посылал с заданием Наоми. Он говорит, что Локк должен верить в чудеса, что должен рискнуть и полететь в Австралию и отправиться в поход, имея только нож и смекалку. Лок не верит незнакомцу, но когда Аббадон завозит его в лифт, то говорит, что если Локк послушает его и сделает так, то при следующей встрече будет должником.

### Настоящее время
Локк, Бен и Хёрли идут по ночным джунглям. Хёрли устал, он спрашивает Лока, сколько им ещё идти, и вообще где эта хижина. Локк, в свою очередь, оборачивается на Бена, но тот, оказалось, просто следовал за Хёрли, который последним видел домик Джейкоба. Хёрли возмущён. Лок решает сделать привал на ночь.
Вертолёт с Кими и остальными вернулся на корабль. Кими спрашивает Саида, сколько конкретно людей находятся на острове и где они, но тот отказывается отвечать. Один из его людей серьёзно ранен, к нему направляется живой доктор Рей, труп которого выбросило на пляж к группе Джека. Капитан Гольт тоже интересуется, что произошло, но Кими нацеливает на него пистолет, и спрашивает, кто сдал его имя Бену.
Капитан ведет Кими в каюту со связанным Майклом. Кими, узнав, что тот работает на Бена, желает пристрелить пленного. Капитан говорит, что он ещё нужен им, потому что сможет починить двигатели, раз сломал их. Но Кими спускает курок, однако оружие не срабатывает, как тогда при встрече Майкла и Тома в Нью-Йорке.
Локк просыпается от шума. Хёрли и Бен спят. Он выходит на поляну и видит человека с топором. Повалив дерево, тот оборачивается и говорит, что он Хорэс Гудспид, один из Дхармы, мертвый уже 12 лет. Локку это ничего не говорит, но этот момент повторяется снова. Гораций снова срубает то же дерево и снова представляется. Гудспид говорит, что Локку следует найти его тело, тогда он поймёт, где искать Джейкоба, так долго ждавшего его.
Локк просыпается. Это был сон. Бен так и не спал всю ночь. Локк будит Хёрли и говорит, что знает, куда идти. Бен с ухмылкой добавляет, что ему тоже раньше снились такие сны.
Хёрли и Локк рассуждают, почему они могут видеть домик Джейкоба. Хёрли предполагает, что все они просто сумасшедшие. Локк перебивает его и говорит, что они не идут к хижине, сначала они сделают остановку кое-где. Он рассказывает Хёрли, что раньше здесь жили люди Дхармы, около ста человек, но в один миг их не стало. Локк показывает Хёрли ту самую яму со скелетами, а на его вопрос, что произошло, Локк указывает на Бена.
Локк роется в яме и находит в куртке на останках Горация схему хижины и карту, как до неё дойти.
Кими просит у капитана его ключ, а когда тот отказывается, то срывает его с шеи капитана и идёт в его каюту. Капитан заходит за ним, и говорит, что это неправильно, они должны делать это вместе. Кими достаёт сейф и открывает его. Там лежат инструкции на тот случай, если основной план не удастся, резервные инструкции. Он рассказывает, что там изложено всё, что будет делать Бен, если догадается, что они нашли остров. Капитан в недоумении. Кими демонстративно отдает ему пистолет на починку и уходит.
Раненый на острове умирает. Капитан отзывает Омара от надзора над Саидом и Десмондом, чтобы поговорить с ними. Саид говорит, что если Кими вернётся на остров, он убьёт всех, и единственный шанс спасти их — это вывезти их оттуда, пока не поздно. Капитан соглашается, он дает им лодку и договаривается встретиться за контейнерами через 10 минут.
Хёрли приносит Бену и Локку воду. Локк хочет отослать его на пляж, потому что тот уже не представляет для них пользы и Локк не хочет, чтобы он пострадал. Но Хёрли отказывается. Бен намекает Локку, что это хорошо, ведь Хёрли думает, что идея остаться была его. Но Локк говорит, что он вовсе не такой, как Бен, с чем последний соглашается.
Лапидус освобождает Майкла, и спрашивает, почему тот не рассказал ему, что он выживший с рейса 815. Майкл говорит, что тот ему бы не поверил. Он просит Лапидуса как-то остановить Кими. Когда они выходят, то видят, как Омар надевает на руку Кимми странный датчик.
Капитан дает Саиду и Десмонду рюкзак, сообщает курс и говорит, что им нужно плыть немедленно, а если что, он скажет, что лодку украли они сами. Но Десмонд передумал плыть, потому что не вынесет возвращения на остров, на котором он жил 3 года. Саид уплывает один.
Бен спрашивает, уверен ли Локк в пути, на что тот отвечает, что ему так сказали. Бен говорит, что ему тоже много чего говорили, что он избранный, потом он получил опухоль позвоночника, а его дочь погибла на его глазах. Локк говорит, что сожалеет. Бен говорит, что быть избранным очень тяжело. Хёрли перебивает их: он нашёл хижину.
Кими и его группа собирают оружие. В это время Омар спрашивает у доктора, как так случилось, что на острове беспокоятся за него, но тот не знает. Когда снаряжение готово, Кими собирается садиться в вертолёт, но Лапидус не хочет его везти. Тогда Кими убивает дока, перерезав ему горло и выкинув в море. Он говорит, что скоро будет следующий. В этот момент капитан подходит к ним и делает предупредительный выстрел пистолетом Кими, он приказывает им остановить операцию. Но Кими, указывая на датчик на руке, говорит, что убивать его — плохая идея. Пока капитан отвлекается, Кими достает пистолет и стреляет ему в грудь. Капитан умирает. Лапидус, не желая больше жертв, садится в вертолёт. Он включает отслеживание положения в телефоне и заворачивает его в сумку. Они взлетают.
Джек встал поесть, что ему противопоказано. Пока Джульет пыталась убедить его лечь, они слышат шум вертолёта. Но он не летит к ним, он летит вглубь леса. Из вертолёта падает сумка, в которой лежит тот самый телефон, на экране которого отслеживается путь вертолёта. Джек говорит: «Я думаю, что они хотят, чтобы мы шли за ними».
Локк предлагает Бену пойти с ним в хижину, но тот отказывается. Бен говорит, что остров хотел, чтоб он заболел, и теперь его время вышло, пришло время Локка. Хёрли тоже отказывается идти туда. Локк отдаёт факел и заходит в хижину Джейкоба. Он видит там фигуру человека, но это не Джейкоб, это Кристиан Шепард, отец Джека и Клер. Он говорит, что может говорить от лица Джейкоба. Их разговор перебивает скрип позади Локка — это Клер, она говорит не беспокоиться за неё и что она с ним. Кристиан же просит не говорить никому об этой ситуации, потому что, когда Кими вернётся, это будет уже не важно. Локк задает единственный вопрос: «Как спасти остров?»
Бен и Хёрли сидят у хижины. Хёрли достает шоколадный батончик и разламывает пополам, отдавая одну часть Бену. Вскоре выходит Локк. Бен спрашивает, что им нужно делать. Локк говорит, что Джейкоб сказал переместить остров.